# Coinbase
Coinbase és una empresa americana que cotitza en borsa que opera una plataforma d'intercanvi de criptomoneda. Coinbase és una empresa descentralitzada; tots els empleats treballen a distància. És l'intercanvi de criptomonedes més gran dels Estats Units per volum de negociació. L'empresa va ser fundada el 2012 per Brian Armstrong i Fred Ehrsam. El maig de 2020, Coinbase va anunciar que tancaria la seva seu central de San Francisco, Califòrnia, i la transició de les seves operacions a les operacions remotes primer, com a part del tancament de la seu de diverses empreses tecnològiques importants a San Francisco a causa de la pandèmia COVID-19.